# Chrysolina bourdonnei
Chrysolina bourdonnei là một loài bọ cánh cứng trong họ Chrysomelidae. Loài này được Daccordi & Ruffo miêu tả khoa học năm 2005.